# Волинсько-подільська група говорів

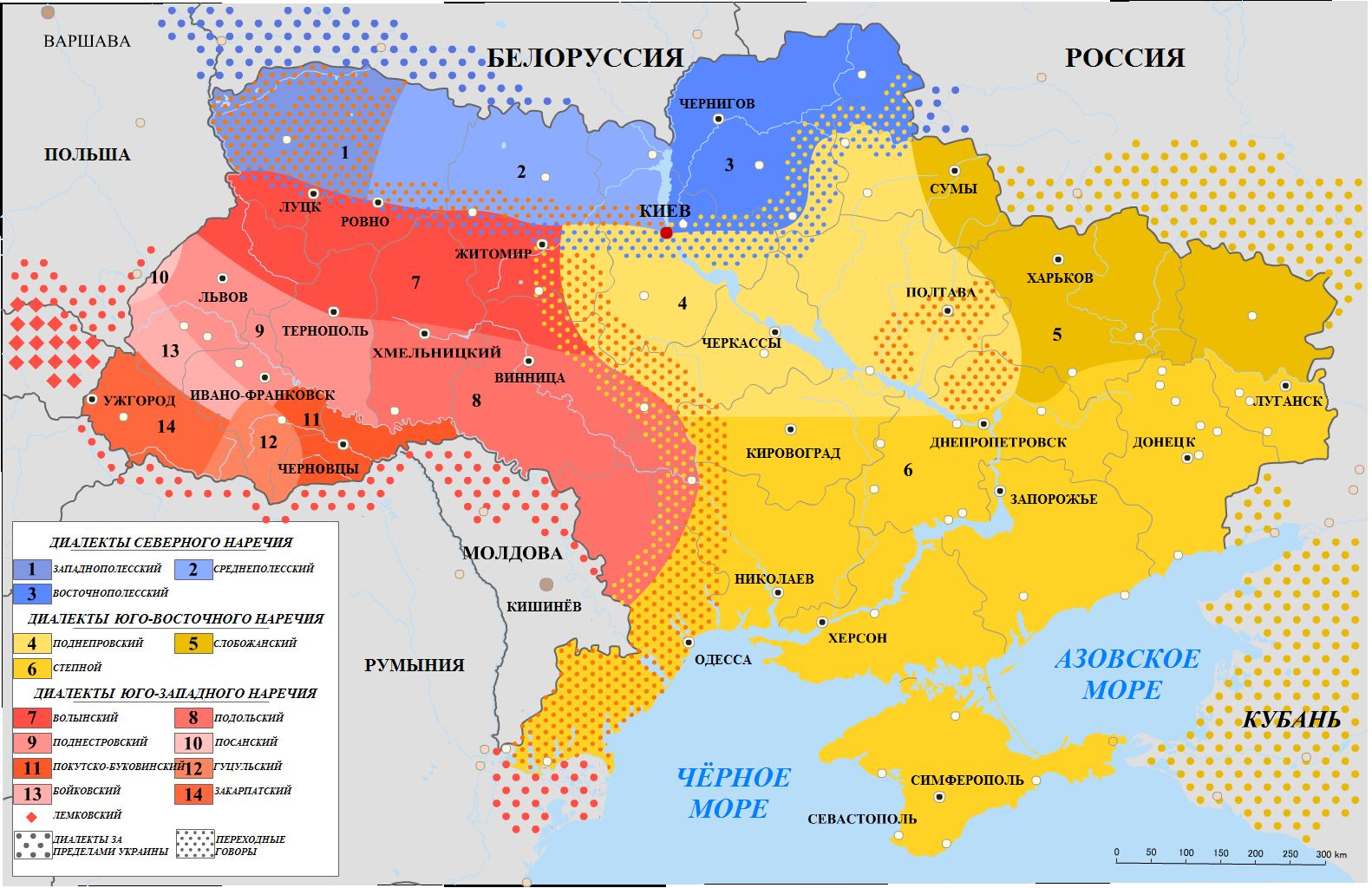
Ареал Волинсько-подільських говорів на карті діалектів української мови

Волинсько-подільська група говорів (волинсько-подільські говори) — одна з груп говорів південно-західного наріччя української мови, ареал якої охоплює захід та південний захід України переважно в південній частині Волині і на Поділлі (північні райони Львівської та Тернопільської області, південні райони Волинської та Рівненської області, повністю Хмельницька область, південно-західні райони Житомирської області, майже повністю Вінницька область, південно-західні райони Черкаської, західні райони Кіровоградської, північно-західні райони Миколаївської і північні райони Одеської області).
Волинсько-подільська група є однією з трьох груп говорів південно-західного українського наріччя поряд з галицько-буковинською та карпатською. Вона включає до свого складу волинські та подільські говірки.

## Класифікація
До волинсько-подільської групи говорів входять:
- волинські (південноволинські) говори:
  - західноволинські говірки;
  - східноволинські говірки;
  - північноволинські говірки;
  - південноволинські говірки;
- подільські говірки:
  - західноподільські говірки;
  - східноподільські говірки;
  - північноподільські говірки;
  - південноподільські говірки.

## Особливості говорів
Для волинсько-подільських говірок характерна більшість загальних особливостей південно-західного українського наріччя. Крім цього, в їх мовній системі представлені і власні місцеві діалектні риси.
Основні особливості волинсько-подільських говорів:
1. Широке поширення протетичних приголосних /г/ і /в/: горати (укр. літер. орати), госіка (укр. літер. осика), гіскра (укр. літер. іскра), вуст'ілка (укр. літер. устілка).
2. Наявність пасивних дієприкметників із суфіксом -ан-: печаний (укр. літер. печений), зробл'аний (укр. літер. зроблений) і т. д.

Також свої місцеві діалектні риси представлені в кожному з двох основних волинсько-подільських регіонів. Так, наприклад:
- у південноволинських говорах фонема /е/ у позиції після сонорних, шиплячих і губних приголосних представлена звуком [а]: траба (укр. літер. треба), жанити (укр. літер. женити), тиепар (укр. літер. тепер»; також в південноволинських говорах представлено вживання форм іменників середнього роду типу зілля з флексією -а (при відсутності довготи приголосного перед нею): жит'á (укр. літер. життя «життя»), знан'á (укр. літер. знання), зіл'á (укр. літер. зілля); широке поширення стяжних займенникових форм родового і орудного відмінків однини присвійних і вказівних займенників: ся (укр. літер. ції), тей (укр. літер. тієї), мей (укр. літер. моєї), твей (укр. літер. твоєї), сейу (укр. літер. цією), тейу (укр. літер. тією), мейу (укр . літер. моєю), твейу (укр. літер. твоєю «твого»), свейу (укр. літер. своєю «свого»);
- для подільських говірок характерні такі риси, як сильне "укання": курова / курову (укр. літер. корова «корова»), дурога / доурога (укр. літер. дорога «дорога»), туб'í / теуб'í (укр. літер. тобі); збереження дзвінкість приголосних в позиції перед глухими і в кінці слова (при оглушенні їх в інших говорах південно-західного прислівники): ду[б] (укр. літер. ду[б], кни[ж]ка (укр. літер. кни[ж]ка); наявність в закінченні дієслів 3-ї особи твердого [т]: він сиди[т] (укр. літер. він сидить), вони сид'а[т] (укр. літер. вони сидять "вони сидять"); поширення в південноподольських говорах флексії - е на місці безударної - и у дієсловах II відмінювання: він ход[е] (укр. літер. він ходить), він роб[е] (укр. літер. він робить) і т. д.

## Примітка
1. ↑  Карта говорів української мови за І. Зілинським і Ф. Жилком. Енциклопедія Українознавства — II, Т.2, С.525 [Архівовано 2024-10-07 у Wayback Machine.] // Українська мова : енциклопедія / НАН України, Інститут мовознавства ім. О. О. Потебні, Інститут української мови ; ред. В. М. Русанівський [та ін.]. — К. : Українська енциклопедія, 2000. — ISBN 966-7492-07-9.(Перевірено 12 січня 2015)
2. ↑  Карта говорів української мови за виданням «Говори української мови» (збірник текстів), Київ, 1977 [Архівовано 2024-11-04 у Wayback Machine.] // Українська мова : енциклопедія / НАН України, Інститут мовознавства ім. О. О. Потебні, Інститут української мови ; ред. В. М. Русанівський [та ін.]. — К. : Українська енциклопедія, 2000. — ISBN 966-7492-07-9.(Перевірено 12 січня 2015)
3. ↑  Карта говорів української мови [Архівовано 2025-03-11 у Wayback Machine.] // Українська мова : енциклопедія / НАН України, Інститут мовознавства ім. О. О. Потебні, Інститут української мови ; ред. В. М. Русанівський [та ін.]. — К. : Українська енциклопедія, 2000. — ISBN 966-7492-07-9.(Перевірено 12 січня 2015)
4. ↑  Пилинский Н. Н. Украинский язык // Лингвистический энциклопедический словарь[ru] / Главный редактор В. Н. Ярцева. — М. : Советская энциклопедия, 1990. — 685 с. — ISBN 5-85270-031-2. (рос.)
5. 1 2  Жовтобрюх, Молдован, 2005, с. 541—542.
6. ↑  Жовтобрюх, Молдован, 2005, с. 544.